# Кивелиди, Иван Харлампиевич
Ива́н Харла́мпиевич Кивели́ди (18 марта 1949, Сухуми — 4 августа 1995, Москва) — российский предприниматель, банкир, председатель президиума объединения «Круглый стол бизнеса России». Считался одним из богатейших людей России.
Погиб в результате умышленного отравления сильнодействующим нервно-паралитическим отравляющим веществом, это было первое в России документально зафиксированное убийство таким способом.

## Биография
Иван Кивелиди родился 18 марта 1949 года в городе Сухуми в семье греков. Он был внуком преуспевающего греческого торговца, переселившегося с семьёй в Сухуми до октябрьского переворота. В 1949 году, будучи в девятимесячном возрасте, вместе со всеми греками был выслан из Абхазии. Отец — в прошлом хозяйственный руководитель, а мать — медицинский работник.
После окончания школы Кивелиди поступил в Институт нефти и газа имени Губкина, откуда вскоре ушёл. Окончил факультет журналистики в Московском государственном университете.
После окончания МГУ некоторое время работал репортёром на телевидении и в газетах. Сменил множество профессий — работал в том числе таксистом и оператором аттракционов в парке Горького. В 1978 году перешёл в систему общественного питания. Далее с партнёрами создал небольшое деревообрабатывающее производство, наладил мясной цех по производству колбасы под Сергиевым Посадом. Организовал туристическое агентство, где туристов катали на вертолётах. В 1989 году окончил курс экономики Кембриджского университета и вспоминал: «Чем мы только ни занимались, пробовали всё, что казалось перспективным. Пушного зверька даже разводили. Все было интересно и всё получалось! Впервые я по-настоящему поверил в свои силы. Вообще, было такое чувство, будто попутный ветер дует в паруса».
Открыл несколько кафе-закусочных, затем ресторан.
В начале 1990-х годов создал коммерческие фирмы «Интер-агро», «Красные холмы», возглавлял ВО «Внешэкономкооперация», АО «Внешэкономинтеграция», «Век-информ». С июня 1992 года издавал газету для деловых кругов «Век», выступил одним из учредителей газеты «Коммерсантъ» и журнала «Предприниматель».
Одним из его крупных проектов стал АКБ «Росбизнесбанк», который был создан для обслуживания малого и среднего бизнеса и зарегистрирован в ЦБ России 11 марта 1991 года. Иван Кивелиди занял должность председателя правления банка. Первоначальный уставный капитал банка составил 150 тыс. руб., а 31 марта 1994 года Росбизнесбанк получил генеральную лицензию № 1405 Центрального банка РФ на совершение всех видов банковских операций.
В 1992 году — член Совета по предпринимательству при Президенте Российской Федерации.
Вице-президент Лиги кооператоров и предпринимателей России, генеральный директор ВЭА «Интерагро» и ВО «Внешэкономкооперация».
В 1993 году вместе со своим товарищем и единомышленником Александром Орловым-Кретчмером создал общественное объединение предпринимателей России «Круглый стол бизнеса России» (КСБР), добиваясь декриминализации бизнеса и развития его в цивилизованной форме (см. Устав КСБР; материалы II Конгресса российских предпринимателей). Объединению предпринимателей препятствовало влиятельное лобби из числа директоров государственных предприятий, выводивших активы и препятствующих прозрачной приватизации, чьи интересы представлял созданный Аркадием Вольским Российский союз промышленников и предпринимателей (РСПП). Противостояние КСБР с РСПП носило непубличный, но ожесточённый характер, поскольку за Вольским стояли серьезные ресурсы силовиков и административные ресурсы.
С 12 августа 1994 года — заместитель координатора Совета по промышленной политике и предпринимательству при правительстве России Олега Сосковца.
В начале 1990-х годов активно популяризировал себя, постоянно появляясь в различных программах телевидения.
Во время событий сентября — октября 1993 года Кивелиди активно поддержал Бориса Ельцина, утром 4 октября 1993 года сделал заявление, в котором потребовал от президента и премьер-министра «самых решительных и жёстких мер по отношению ко всем виновникам происшедшего в стране кровопролития». В конце заявления сообщал о том, что 26 крупных российских бизнесменов выразили готовность перечислить значительные средства в фонд помощи президенту и правительству.
Последний открытый конфликт, в котором принимал участие Кивелиди, — это столкновение КСБР с так называемой «большой восьмёркой» ведущих коммерческих банков России по вопросу о кредитовании правительства РФ.
Председатель Российской партии свободного труда.
Андрей Нечаев вспоминал о Кивелиди как о человеке остроумном, обаятельном, знавшем массу анекдотов, бывшем душой любой компании, блестящим тамадой — он произносил великолепные тосты, но сам пил только минеральную воду из-за больных почек. «Как-то он мне в шутку сказал, что к концу вечера чувствует себя опьяневшим от воды». У него первым в Москве появился роскошный представительский «кадиллак». Он любил бывать вечерами в казино, играя в рулетку. По оценкам коллег, он был достаточно средним финансистом и в последние годы активно занимался не столько бизнесом, сколько политикой.

## Убийство
1 августа 1995 года отравлен в своём служебном кабинете в офисе Росбизнесбанка на Мытной улице путём нанесения на слуховую мембрану трубки стационарного телефона отравляющего вещества. Яд накапливался постепенно: каждый раз, когда жертва говорила с кем-то по телефону, мембрана вибрировала и микроскопические частицы отравляющего вещества через поры кожи проникали в организм. Кивелиди впал в кому из-за отказа почек, был госпитализирован в реанимацию Центральной клинической больницы. У Кивелиди были больные почки — острейшие колики с обмороками с ним случались и раньше — к тому же он был хронический гипертоник, и врачи поначалу подозревали у него обширный инсульт. Находящемуся в тяжёлом состоянии больному неожиданно стало лучше, когда ему закапали атропин, чтобы посмотреть глазное дно: дело в том, что атропин является частичным антидотом к фосфорорганическим соединениям. 4 августа Кивелиди, не приходя в сознание, скончался.
2 августа 1995 года в Первую градскую больницу Москвы с похожими симптомами доставили 30-летнюю секретаря-референта Кивелиди Зару Исмаилову, которая к телефону не прикасалась, а только вытирала пыль в кабинете шефа. У неё были судороги и нарушение кровообращения, она теряла сознание. 2 августа в 6 часов утра Исмаилова умерла, перед смертью успев сообщить, что «с ней произошло то же самое, что и с Кивелиди». У обоих погибших наблюдались схожие симптомы: резкое обострение всех их хронических заболеваний со стремительной генерализацией процесса по всему организму. Тело Зары Исмаиловой отправили в морг, но патологоанатом Иосиф Ласкавый отказался вскрывать труп, несмотря на давление московской прокуратуры, а на истории болезни написал: «Имеются признаки отравления неизвестным ядом». В таких случаях вскрытие должны проводить в судебно-медицинском морге. Эксперты сначала предположили поражение солями кадмия, но затем обнаружили тот же яд, что и у её шефа.
Во время обысков в офисе Кивелиди нескольким сотрудникам правоохранительных органов тоже стало плохо: они жаловались на головную боль и головокружение, у них слезились глаза, нескольких пришлось госпитализировать. После этого обыски продолжили уже специалисты гражданской обороны и сотрудники Санэпиднадзора в костюмах химической защиты.
Сообщалось со ссылкой на директора центра судебных экспертиз Минюста Александра Каледина, что через полтора месяца от симптомов такого же отравления умер сотрудник Центра судебно-медицинских экспертиз при Минюсте РФ, вскрывавший тело Кивелиди. Однако, позже главный судмедэксперт Москвы Владимир Жаров опроверг эти сведения, заявив, что все эксперты живы.
8 августа 1995 года Иван Кивелиди был похоронен на Ваганьковском кладбище.
Отпевание прошло в здании мэрии Москвы, были премьер-министр Виктор Черномырдин, мэр Москвы Юрий Лужков, бывший президент СССР Михаил Горбачёв и помощники президента России Александр Лившиц и Георгий Сатаров.

## Расследование
16 августа 1995 года экспертом-химиком экспертно-криминалистического центра МВД РФ А. была проведена экспертиза, согласно которой на телефонной трубке были обнаружены следы «азотсодержащего фосфорорганического вещества… каких-либо данных об этом веществе (о его физических, химических и токсических свойствах) в научной литературе обнаружить не удалось», что, возможно, свидетельствует о том, что яд, которым отравили Кивелиди, был разработан недавно и в условиях секретности.
По подозрению в убийстве Кивелиди 31 октября 1995 года был задержан, а через месяц отпущен за недостатком улик Владимир Георгиевич Хуцишвили, 1956 года рождения, с 1989 года — заместитель генерального директора ВЭА «Интерагро», с 1995 года — заместитель генерального директора АО «Росэкспортлес», член совета директоров Росбизнесбанка.
В декабре 1999 года следователи нашли человека (Ринка Леонида Игоревича), который признался, что именно он продал Хуцишвили яд. Тот, узнав об этом, уехал из России. Через несколько недель прокуратура сообщила, что убийство Кивелиди раскрыто, и заочно предъявило Хуцишвили обвинение. Он вернулся в Россию только в 2006 году, рассчитывая на то, что дело против него прекратят в связи с истечением срока давности. 30 июня 2006 года его задержали и поместили под стражу. Дело об убийстве Кивелиди Замоскворецкий суд Москвы рассматривал в закрытом режиме, так как значительная часть материалов дела была засекречена. В 2007 году Хуцишвили был осуждён на 9 лет лишения свободы. Согласно приговору суда, он устранил Кивелиди из личной неприязни и зависти к успехам делового партнёра. Хуцишвили свою вину так и не признал, а его адвокаты обращали внимание журналистов на то, что в деле так и не появилось внятного объяснения тому, как и где их клиент приобрёл яд. Затем Хуцишвили был освобождён условно-досрочно: надзорным определением Верховного Суда Российской Федерации от 25 октября 2012 года была удовлетворена надзорная жалоба осуждённого, в результате чего постановление Березниковского городского суда Пермского края от 1 декабря 2010 года об условно-досрочном освобождении Хуцишвили от дальнейшего отбывания наказания (на 4 года 5 месяцев и 28 дней) вступило в законную силу.
Название и состав отравляющего вещества в ходе суда и после него не обнародовались, было лишь объявлено:
Его отравили с помощью редкого вещества нейротоксического действия.В. Н. Величко, генерал КГБ
Редкость вещества позволила следователям выйти на предприятие-изготовитель — лабораторию из закрытого городка Шиханы Саратовской области. Сотрудник лаборатории доктор химических наук, профессор Леонид Игоревич Ринк, в порядке эксперимента синтезировавший и затем продавший это вещество приятелю, впоследствии был осуждён на год условно за превышение должностных полномочий. По версии следствия, к Ринку обратился бывший рижский омоновец Артур Таланов, который разыскивался в Латвии за совершение ряда преступлений, в том числе убийства, он якобы нашёл Ринка и купил у него две ампулы яда за 5 тысяч долларов. Затем Таланов якобы попросил Юрия Ерёменко передать ампулы Хуцишвили.
В 2013 году Борис Кузнецов, который был адвокатом Хуцишвили, заявил в интервью газете «Совершенно секретно»:

Для меня очевидно, что убийство Ивана Кивелиди совершили сотрудники ФСБ или люди с их подачи.
Подставной свидетель по делу Кивелиди — это рижский омоновец, у которого руки по локоть в крови, который разыскивается в Прибалтике за совершение преступлений. И он выступает в суде в качестве основного свидетеля по этому делу.
Там был экзотический способ убийства. Боевым отравляющим веществом была якобы смазана трубка телефона в кабинете Кивелиди. Но вот, например, врач «скорой помощи» пользовался этой трубкой — и с ним ничего не случилось. Вещество на трубке обнаружили спустя 10 дней после убийства. В итоге осудили партнёра Кивелиди Владимира Хуцишвили, у которого даже мотивов не было. Кивелиди был для него царь и бог, и со смертью Кивелиди он потерял всё.

14 марта 2018 года Борис Кузнецов сообщил: «В деле об убийстве Кивелиди есть ещё одна любопытная фигура — это охранник предпринимателя. 1 августа, когда произошло ЧП, впервые вышел на работу. На следующий день он уволился. На суде же выяснилось, что этот охранник являлся сослуживцем небезызвестного Андрея Лугового. Были ли они знакомы, я не знаю. Но точно могу утверждать, что оба из 9 Управления КГБ СССР».
В марте 2018 года публиковалась информация о том, что Кивелиди был отравлен производным от нервно-паралитического отравляющего вещества класса «Новичок» (Foliant-232).
16 марта 2018 года Вил Мирзаянов заявил в интервью Би-Би-Си про отравление Кивелиди: «В то время они говорили о том, что некий учёный из ГНИИОХТ принёс образец вещества-33 и оно было нанесено на телефонную трубку».

## Семья
Иван Кивелиди был женат, разведён. Имел двух взрослых детей, студента Харлампия (1971 года рождения) и студентку института культуры Екатерину (1975 года рождения). Они жили в купленной отцом квартире в одном доме с ним. Екатерина работала в ресторанном бизнесе, с 2007 года — event-менеджером агентства интегрированных маркетинговых коммуникаций «Цеппелин продакшн», а затем стала арт-директором кафе-бара-клуба «Чердак».
Брат — Василий Кивелиди, в момент убийства находился в США.